# جنبش من هم

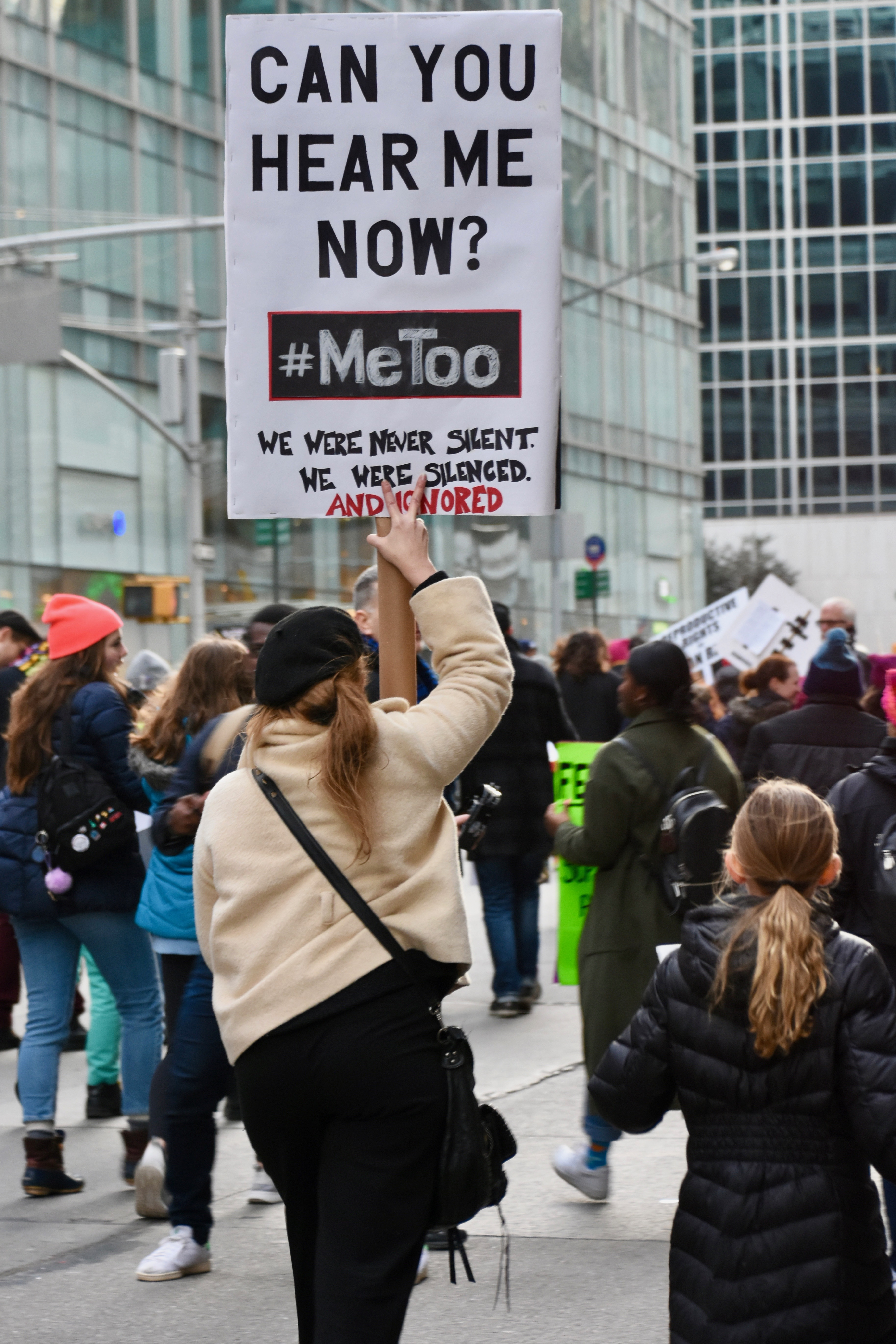
تظاهرات عده ایی از زنان از جنبش من_هم

من_هم یا می تو (به انگلیسی: #MeToo) یک جنبش و هشتگ اینترنتی بود که رسانه‌های اجتماعی در اکتبر ۲۰۱۷ گسترش پیدا کرد و بارها به اشتراک گذاشته شد. این هشتگ برای نشان دادن شیوع گستردهٔ تجاوز و آزار جنسی، به ویژه در محیط کار و محکوم کردن آن مورد استفاده قرار گرفت. این هشتگ در ایجاد اتهاماتی مبتنی بر اذیت و آزار جنسی هاروی واینستین تهیه کنندهٔ آمریکایی آغاز شد. این هشتگ توسط فعال اجتماعی تارانا بورک مورد استفاده قرار گرفت و پس از اینکه الیسا میلانو از سایر زنان خواست با این هشتگ تجربیات خود را به اشتراک بگذارند، وایرال (همه‌گیر) شد. میلانو قربانیان آزار جنسی را تشویق کرد که دربارهٔ تجربیات آزارشان در توییتر بنویسند تا به این طریق مردم از گستردگی و سیستماتیک بودن آزار جنسی آگاه شوند. این هشتگ حدود ۵۰۰٬۰۰۰ بار توسط افراد مختلف که شامل بسیاری از افراد مشهور بود، استفاده شد.
جنبش «می تو» و روایت جمعی از یک متهم، به سیستم قضایی برای اثبات جرم کمک کرده‌است. در عین حال، از نظر برخی، بعضی ادعاهای نادرست برای تسویه حساب شخصی، جنبش عدالت‌خواهی زنان را با مشکل مواجه کرده‌است.

## پیدایش
تارانا برک، فعال اجتماعی و حقوق شهروندی، در سال ۲۰۰۵ از عبارت "من هم یا Me too " در شبکهٔ اجتماعی Myspace استفاده کرده بود. این حرکت به عنوان بخشی از یک کمپین مردمی برای ترویج "توانمند سازی زنان از طریق همدلی"، در میان زنان سیاه‌پوست با تجربه آزار جنسی به خصوص در مناطق محروم بود.
بروک می‌گوید که در آلاباما، در یک سازمان جوانان کار می‌کرد. روزی دختری ۱۳ ساله خواست با او خصوصی صحبت کند و از تجربه خشونت جنسی‌اش را برای بروک تعریف کرد. بروک می‌گوید: "من آماده نبودام و او را رد کردم و به شخص دیگری ارجاع دادم." آن دختر دیگر هرگز به سازمان بازنگشت و بروک آرزو می‌کرد بتواند به او بگوید "من هم همینطور".
در ۱۵ اکتبر سال ۲۰۱۷، بازیگر آلیسا میلانو در چارچوب یک کمپین آگاهی رسانی از ابعاد گسترده آزار جنسی مردم را ترغیب به استفاده از این عبارت کرد. او در توییتر خود نوشت: " اگر تمام افرادی که مورد آزار و اذیت جنسی واقعی شدند در توییتر خود بنویسند #من هم، می‌توانیم گستردگی این مساله را نشان دهیم".